# Nopsma enriquei
Espèce
Nopsma enriquei est une espèce d'araignées aranéomorphes de la famille des Caponiidae.

## Distribution
Cette espèce est endémique de la région de Huánuco au Pérou,. Elle se rencontre vers le rio Yuyapichis.

## Description
Le mâle holotype mesure 7,2 mm.

## Publication originale
- Sánchez-Ruiz, Brescovit & Bonaldo, 2020 : Revision of the spider genus Nyetnops Platnick & Lise (Araneae: Caponiidae) with proposition of the new genus Nopsma, from Central and South America. Zootaxa, no 4751(3), p. 461-486.